# Jacques Timothée Dürr
Pour les articles homonymes, voir Durr.
 (juin 2023).
Surnommé « l'apôtre de l'Algérie », Jacques Timothée Dürr (Strasbourg, 30 juin 1796 - Mustapha, 11 novembre 1876) est un pasteur luthérien alsacien qui a consacré 32 années de son ministère aux colons protestants d'Algérie et a joué un rôle clé dans l'établissement et le développement de l'Église protestante unie d'Algérie.

## Biographie
Jacques Timothée Dürr est né le 30 juin 1796 à Strasbourg, cinquième des six enfants de Jean-Jacques Dürr et de Marguerite Dorothée Griesbach, fille de notaire. Après des études secondaires à Metz et un stage notarial chez un oncle maternel, il s'inscrit à la Faculté de droit de Strasbourg. Après un an, il change d'orientation, entre au Séminaire protestant de Strasbourg le 25 avril 1817, puis à la Faculté de théologie protestante de Strasbourg le 6 novembre 1819. Pasteur de la Confession d'Augsbourg à La Petite-Pierre de 1822 à 1830, il démissionne pour raison de santé et de 1830 à 1840 il est agent itinérant de la Société évangélique de Strasbourg parmi les protestants disséminés des départements du Bas-Rhin, du Haut-Rhin, de la Meurthe, de la Moselle et des Vosges. De 1841 à 1843 il dessert la paroisse réformée de Courcelles-Chaussy en Moselle.

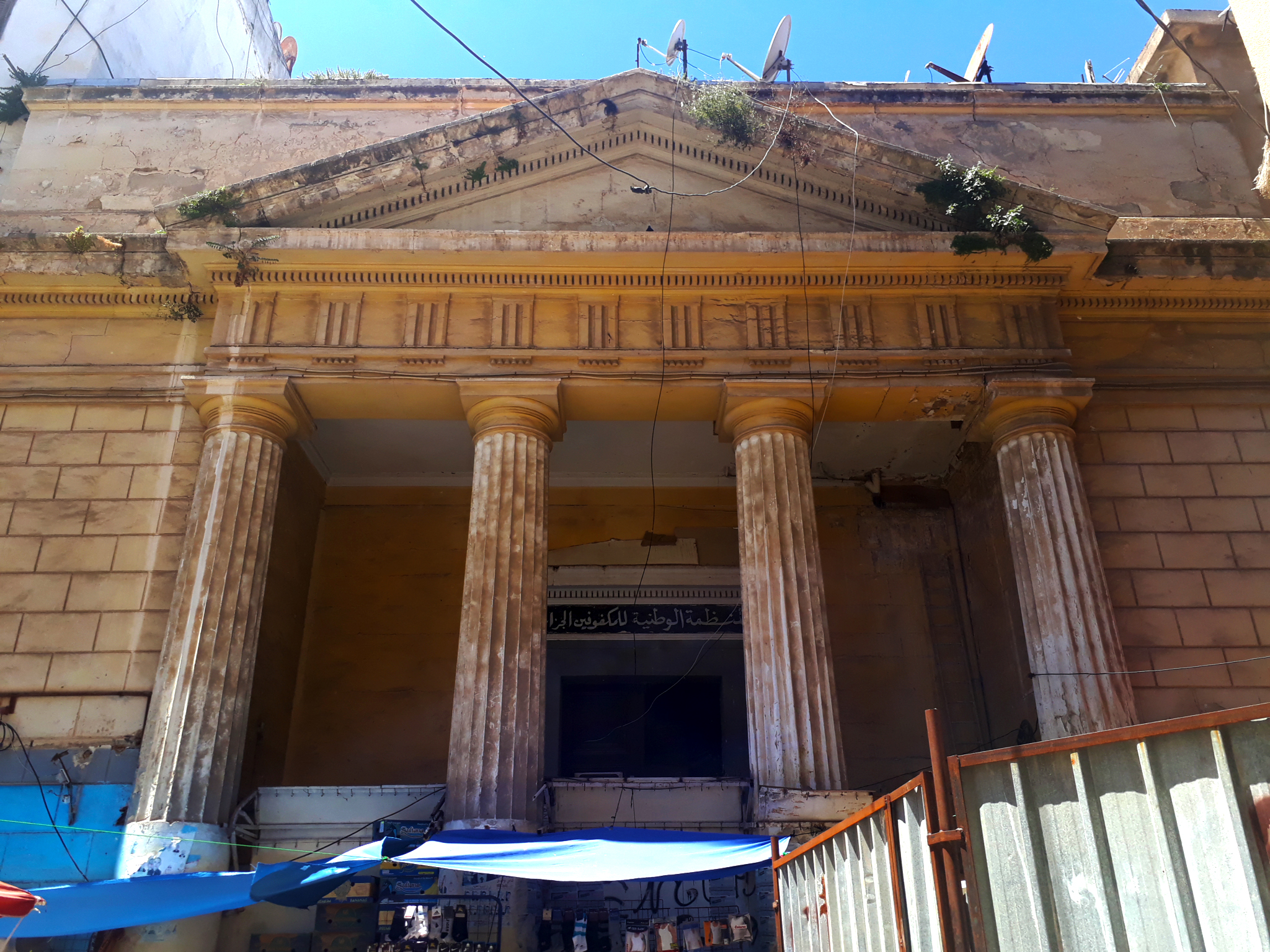
Temple protestant d'Alger, inauguré en 1845.

Un poste de pasteur auxiliaire luthérien à Dély-Ibrahim ayant été créé par ordonnance royale du 10 juillet 1842 et aucun postulant ne s'étant manifesté, le pasteur Dürr se porte candidat auprès du Directoire de l'Église de la Confession d'Augsbourg le 15 mai 1843. Nommé par ordonnance royale du 27 décembre 1843 il débarque à Alger le 18 janvier 1844 et est installé dans ses nouvelles fonctions le 21 janvier. Il a 46 ans, est accompagné de ses sept enfants et de sa troisième épouse, enceinte du huitième. En 1846, le siège de la paroisse est transféré à Douera. Un poste luthérien ayant été créé en mai 1849 à Blida, il y est nommé le 19 septembre 1849 et y restera jusqu'au début de l'année 1851. Quoique luthérien, M. Dürr était nommé le 11 novembre 1850 sur le poste de pasteur-adjoint réformé pour la langue allemande créé à Alger et était installé le 2 février 1851. Enfin, le 3 juillet 1860 le Directoire le nommait pasteur titulaire de la Confession d'Augsbourg à Alger, décision confirmée par décret impérial du 21 novembre 1860. Il devait demeurer à ce poste jusqu'à sa mort en 1876 et dès lors occuper la présidence du consistoire d'Alger une année sur deux, en alternance avec son collègue le premier pasteur réformé.
Dès son arrivée à Dély-Ibrahim Jacques Timothée Dürr a déployé une activité sans bornes, partant à la recherche des protestants disséminés, les regroupant en petites communautés, célébrant le culte en français et en allemand dans de nombreuses bourgades autour d'Alger, assurant l'instruction religieuse et le culte en allemand à Alger, visitant les camps militaires, notamment de la Légion étrangère, fondant des bibliothèques populaires dans 71 localités, des écoles privées protestantes et des salles d'asile, colportant des Bibles, des catéchismes, des cantiques, président à des confirmations, administrant des baptêmes, visitant les malades et donnant soins médicaux et conseils aux colons et aux indigènes qui le recevaient. Il a ainsi sillonné l'Algérie encore mal pacifiée, seul et sans arme, à pied, à cheval ou en carriole, couchant en plein air, sous la tente ou dans des gourbis. Il a jeté les fondements de nombreuses paroisses, comme à Douéra, Blida, Philippeville, Constantine, Bougie, Guelma et Cherchell, ainsi que ceux de l'orphelinat de Dély-Ibrahim.
Parallèlement le pasteur Dürr veille en permanence à la place de la confession luthérienne au sein de l'Église protestante unie d'Algérie et entretient à cet effet une correspondance importante avec l'inspecteur ecclésiastique de Paris dont dépendent les pasteurs luthériens d'Algérie et avec le Directoire de Strasbourg. Dès 1845 il était parvenu à intéresser les paroisses d'Alsace au sort de leurs coreligionnaires d'Algérie, provoquant la fondation à Strasbourg d'une Commission des Églises algériennes qui envoie des dons en argent et des colis de livres religieux. En liens avec sa hiérarchie, il participe encore activement à la préparation des décrets impériaux des 14 septembre 1859 et 12 janvier 1867, réorganisant les Églises protestantes en Algérie et assurant leur caractère bi-confessionnel. 
Du 30 mai au 23 octobre 1856, Jacques Timothée Dürr effectue un voyage en Europe pour collecter des fonds au profit de l'orphelinat de Dély-Ibrahim. Il commence par une tournée en Alsace, assiste à la conférence pastorale de Strasbourg, écrit à une centaine de pasteurs, visite de nombreuses paroisses où il prêche, puis passe en Suisse, parcourt l'Allemagne où il assiste à la réunion annuelle de la Société Gustave-Adolphe, se rend aux Pays-Bas et enfin repasse en Alsace. Il réunit ainsi 19 000 francs et intéresse les journaux religieux et les paroisses au sort des colons d'Algérie.
En 1860 il entreprend un second voyage en Europe, toujours au profit de son orphelinat, parcourant pendant 5 mois l'Alsace, le Pays de Bade, le Wurtemberg, la Bavière, la Saxe, la Hesse et la Prusse. Il collecte ainsi 14 500 francs.
La guerre de 1870 l'affecte profondément, mais sans briser son ressort. Délégué des Églises luthériennes d'Algérie, il siège au synode constituant de 1872 qui va préparer la loi de 1879 créant l'Église de la Confession d'Augsbourg de France. 
À plus de 80 ans, il meurt paisiblement à Alger le 11 novembre 1876.
Le pasteur Dürr était président en alternance du consistoire central d'Alger, aumônier militaire de la place d'Alger, aumônier du lycée impérial depuis 1855, membre du Conseil académique depuis 1866 et président de nombreuses sociétés savantes et philanthropiques.
Le pasteur Dürr a été marié trois fois. Il avait épousé à Barr, le 20 décembre 1821, Marie Boeckel, décédée en 1825. Il se remariait à Strasbourg, le 15 novembre 1825, avec Henriette Benner de Niederlenz (canton d'Argovie), décédée le 2 septembre 1830. Il s'alliait enfin le 21 mai 1831, à Strasbourg, avec Marie Salomé Vetter, décédée le 2 septembre 1868. Il était père de huit enfants parvenus à l'âge adulte (4 fils et 4 filles).

## Distinctions
Jacques Timothée Dürr était chevalier de la Légion d'honneur et titulaire de la Croix de bronze de la Société internationale de secours aux blessés.

## Publications
- Jacques Timothée Dürr, Verfasser der für die Kolonialgeschichte Algériens wichtigen Schrift : vier Monate in Algérien. Berecht über meine Aufnahme in Dely-Ibrahim, Treuttel und Würtz, Strasbourg, 1844.